# Vladîslavivka, Nîjnohirskîi
Vladîslavivka (în ucraineană Владиславівка) este un sat în comuna Novohrîhorivka din raionul Nîjnohirskîi, Republica Autonomă Crimeea, Ucraina.

## Demografie
Componența lingvistică a localității Vladîslavivka
     Rusă (70,46%)
     Tătară crimeeană (17,05%)
     Ucraineană (9,6%)
     Alte limbi (0,19%)
Conform recensământului din 2001, majoritatea populației localității Vladîslavivka era vorbitoare de rusă (70,46%), existând în minoritate și vorbitori de tătară crimeeană (17,05%) și ucraineană (9,6%).